# 金森正晃
金森 正晃（かなもり まさあき、1980年12月6日 - ）は、日本の映画監督、プロデューサー、脚本家、作詞家、作曲家。「大仏兄弟株式会社」代表取締役で、ライブ配信サービスSHOWROOMオーガナイザーを務める。ショコラのまち金沢公式アンバサダー。富山県ハンドボール協会常任理事、高岡市ハンドボール協会副会長。東京オリンピック2020聖火ランナー

## 来歴
富山県高岡市出身。1980年12月6日生。高岡市立西条小学校、高岡市立高岡西部中学校、富山県立氷見高等学校、東京情報大学を卒業した。ミュージシャンの峯田和伸と作曲家の井筒昭雄とは軽音楽部の3年先輩にあたる。
伝統産業鋳物をテーマに製作された映画『デンサン』の原作監督を務めた。お笑い芸人キングコングの西野亮廣を主演に抜擢し、パリ（日仏友好160年記念ジャポニズム2018）、ニューヨーク（第一回日米ディスカバリー映画祭）など日本国外でも上映された。伝統産業を通した地域の可能性やものづくりの魅力を伝える目的で、小中学生を対象とした試写会も開催している。
2018年7月に北陸富山で初開催された東京ガールズコレクション では、物販、モデル関係者に配られた「高岡ラムネTOYAMA KAWAII」を企画プロデュースした。
2020年8月には富山県射水市を舞台に製作された映画『＃放生津カンタータ』が、射水市の海王丸パークで開かれた「海王丸映画祭2020 drive-inシアター」において、経費等を除いた売上を富山県と射水市の設置する新型コロナウイルス感染症対策の基金に寄付する前提で、ドライブインシアター形式により特別上映された。
2021年には、チョコレートの消費量が日本の都市ではトップである金沢市の洋菓子PRとして、地元和洋菓子業界とテレビドラマ『鈍色ショコラヴィレ』を企画・脚本・音楽・監督を担当し、2022年に北陸放送テレビ開局70周年企画放映された。金森は本ドラマの企画監督により、「金沢ショコラアンバサダー」の一人に任命されている。
2024年、富山県高岡市の川原・西条・横田小学校の三校が統合した高岡市立高岡西部小学校（富山県）校歌を作詞作曲した。新校舎の体育館には旧校卒業生の鋳物職人らによる鋳物の校歌額が取り付けられた。
地方を舞台にした映画多い中、オール銀座で撮影されたザギンでシースー！？は、伊藤健太郎を主演に古き良き銀座をタイムスリップするSF作品になっている。2024年秋全国公開された。

## 作品

### 映画

#### 監督作品
- 『万里一空に泳ぐ』（2016年第8回沖縄国際映画祭、KATSU-do）
- 『デンサン』（日仏友好160年記念ジャポニズム2018[16]）
- 『饗（おもてなし）』（京都国際映画祭2020、第10回沖縄国際映画祭[17]、KATSU-do）
- 『誰にも会いたくない』（第11回沖縄国際映画祭 相馬トランジスタと共同監督[18]、KATSU-do）
- 『#放生津カンタータ』（第13回沖縄国際映画祭[19]、京都国際映画祭2020）
- 『鈍色ショコラヴィレ　ビエンナーレ』モクカ、brosB&Co.
- 『ザギンでシースー!?』フリック（第15回沖縄国際映画祭特別招待作品、ゆうばり国際ファンタスティック映画祭2024）

#### 参加作品
- 『Football, Take Me Home -勇者たちの戦い-』（監督：ダグラス・ハーコム＆ジェフ＆トロッド、2015年）

### テレビドラマ（監督作）
- 『夕凪トラベラー』（チューリップテレビ 2021年）
- 『デンサン 流行情熱』（富山テレビ放送 2021年5月[20]）
- 『鈍色ショコラヴィレ』（MRO北陸放送開局70周年特別ドラマ 2022年2月[11][12]）
- 『どーする？ごはん』（テレビ愛知、韓国MBC 2025年1月日韓共同制作[21]）

### WEBドラマ
- 『＃放生津カンタータ〜あかりとかがみのルーティン〜』（TikTok）公式

### 楽曲提供

#### 校歌
- 高岡市立高岡西部小学校（令和6年度新設）[22]

#### CDアルバム
※作詞作曲担当
- 『CDKANTOKU ARCHIVES 1 』(compilation album）2021年7月25日[23]
- 『サンタにラブソングを』 2021年12月15日[24]
- 『CDKANTOKU ARCHIVES 2 』(compilation album）2022年2月22日
- 『CDKANTOKU ARCHIVES 3 』(compilation album）2023年3月3日[25]

#### シングル他
- ぎんざでらったった: 鹿目 凛 でんぱ組インク
- 狼たちのカンタータ: 森の青空 篠崎 彩奈、込山 榛香(AKB48)
- beautybeast: G.O.W feat.大野紗代（SHOWROOM超ボーカリストオーディション[26]）富山グラウジーズ公式楽曲[27]
- IYASAKA: G.O.W feat.RIPSINC（SHOWROOM超ボーカリストオーディション[26]富山グラウジーズ公式楽曲[28]
- 君色ショコラヴィレ: 新垣里沙（元モーニング娘。）新垣と金森のデュエット曲[29]
- ちょっとだけ: 新垣里沙（元モーニング娘。）[30]
- 業: 高橋七実 (元NGT48)[31]
- ジュプランサ: 陽香留 (Luminous)[32]
- こまっちゃうな女将: 市川美織（当時NMB48）[33]
- 狼たちのカンタータ: 三村妃乃（NGT48）[34]